# Астрагал понтийский
Астрага́л понти́йский (лат. Astragalus ponticus) — вид цветковых растений рода Астрагал (Astragalus) семейства Бобовые (Fabaceae).

## Ботаническое описание
Многолетнее травянистое растение высотой до 1 м, криптофит. Стебли прямостоячие, короткоопушённые. Листья непарноперистые, 10—25 см длиной, 4—6 см шириной, с 30—40 продолговато-овальными или продолговато-яйцевидными листочками 0,8—2 см длиной и до 1 см шириной.
Соцветия — густые, овально-цилиндрические, многоцветковые кисти на укороченных (1—1,5 см) цветоносах, пазушные. Прицветники ланцетные, заостренные, 1—1,8 см длиной, длиннее мягкоопушённой чашечки. Венчик жёлтый, до 2 см длиной.
Плоды — бобы, обратнояйцевидные, сжатые, двугнёздные, опушенные белыми волосками, до 7 мм длиной. Семена 3 мм длиной, овальные, гладкие, коричневые. Цветение в июне—июле, плодоношение в июле—августе. Размножение семенное.

## Распространение и местообитание
В ареал вида входят: Малая Азия, Балканы, Понтийския провинция Причерноморья, Нижний Дон, Предкавказье, Крым.
Астрагал понтийский предпочитает чернозёмные и глинистые, обогащённые карбонатами почвы, каменистые скалы, осыпи, щебнистые склоны, сланцы. Ксерофит.

## Охрана
Вид включён в Красные книги Ростовской области, Ставропольского края, Украины, Донецкой области Украины. Причинами сокращения численности являются узкая эколого-ценотических амплитуда, слабая конкурентная способность, уязвимость для антропогенных факторов.

## Синонимика
- Astragalus chartaceus Ledeb.
- Astragalus chlorotaenius Freyn & Bornm.
- Astragalus idae Grossh.
- Tragacantha chartacea (Ledeb.) Kuntze
- Tragacantha pontica (Pall.) Kuntze[3]

## Хозяйственное значение и применение
Астрагал понтийский может иметь значение как декоративное, кормовое, противоэрозионное растение.